# Mogukorovski
Mogukorovski - Могукоровский (rus) - és un khútor del krai de Krasnodar, a Rússia. Es troba als arrossars del delta del riu Kuban, a la riba esquerra del seu curs principal, a 30 km al nord de Krimsk i a 66 km a l'oest de Krasnodar, la capital.
Pertany al municipi de Troítskaia.